# Домініка Ноцярова
Домініка Ноцярова (словац. Dominika Nociarová; нар. 13 квітня 1984) — колишня словацька тенісистка.
Найвищу одиночну позицію світового рейтингу — 202 місце досягла 24 липня 2006, парну — 647 місце — 25 липня 2005 року.
Здобула 6 одиночних титулів туру ITF.

## Фінали ITF

### Одиночний розряд: 11 (6–5)
| турніри $25,000 |
| турніри $10,000 |

| Результат | Ранг | Дата            | Турнір                           | Покриття | Суперниця               | Рахунок          |
| --------- | ---- | --------------- | -------------------------------- | -------- | ----------------------- | ---------------- |
| Перемога  | 1.   | 9 червня 2002   | ITF Старі Сплави, Чехія          | Ґрунт    | Зузана Земенова         | 5–7, 7–5, 6–0    |
| Перемога  | 2.   | 28 липня 2002   | ITF Гардоне-Валь-Тромпія, Італія | Ґрунт    | Оана Елена Голімбйоскі  | 6–0, 6–3         |
| Перемога  | 3.   | 9 вересня 2002  | ITF Пряшів, Словаччина           | Ґрунт    | Габріела Хмелінова      | 6–3, 7–5         |
| Перемога  | 4.   | 8 червня 2003   | ITF Старі Сплави, Чехія          | Ґрунт    | Антоанета Пандєрова     | 6–2, 6–3         |
| Поразка   | 1.   | 1 червня 2005   | ITF Варшава, Польща              | Ґрунт    | Ярослава Шведова        | 2–6, 6–7(6)      |
| Поразка   | 2.   | 18 червня 2005  | ITF Ле-Контамін, Франція         | Тверде   | Жюлі Куен               | 7–6(5), 2–6, 4–6 |
| Перемога  | 5.   | 23 вересня 2007 | ITF Братислава, Словаччина       | Ґрунт    | Валентіна Сульпіціо     | 7–5, 6–2         |
| Перемога  | 6.   | 10 лютого 2008  | ITF Vale Do Lobo, Португалія     | Тверде   | Олена Чалова            | 6–2, 6–0         |
| Поразка   | 3.   | 17 лютого 2008  | ITF Албуфейра, Португалія        | Тверде   | Сара дель Барріо Арагон | 6–0, 3–6, 4–6    |
| Поразка   | 4.   | 30 червня 2008  | ITF Торунь, Польща               | Ґрунт    | Катерина Деголевич      | 3–6, 6–2, 6–7(7) |
| Поразка   | 5.   | 28 вересня 2008 | ITF Подгориця, Чорногорія        | Ґрунт    | Маша Зец-Пешкірич       | 3–6, 6–7(1)      |